# Colin Lynch
Colin Lynch (* 16. Dezember 1970 in Singapur) ist ein ehemaliger irischer Paracycler in der Klasse C2.

## Sportliche Laufbahn
Colin Lynch wurde in Singapur geboren; sein Vater war Ire, seine Mutter Engländerin. Bis er vier Jahre alt war, lebte die Familie in England, dann wanderte sie nach Kanada aus, wo Lynch 30 Jahre lang lebte. 20 Jahre lang war er als Grafikdesigner tätig.
Im Alter von 16 Jahren verletzte sich Colin Lynch beim Fußballspielen. Er ging nicht zum Arzt, später stellte sich heraus, dass sich ein Tumor am Rückenmark gebildet hatte. Lynch verlor das Gefühl in den Beinen und nach langwierigen Behandlungen musste sein linkes Bein unterhalb des Knies amputiert werden. 2007 begann er mit dem Radsport, hauptsächlich, um abzunehmen; in drei Monaten verlor er über 30 Kilogramm. Als er die Erfolge des britischen Teams bei den Sommer-Paralympics 2008 im Fernsehen sah, sei ihm „ein Licht aufgegangen“ und er beschloss, mit dem Leistungsradsport zu beginnen. Dafür nahm Lynch, der lange Jahre in Kanada gelebt hatte, Kontakt zum irischen Radsportverband auf; sein Vater war gebürtiger Ire. 2009 war er als Disability Coordinator für British Cycling tätig. 2011 gewann Lynch, der in Quizshows und als Stand-up-Comedian auftrat, in der britischen Spielshow PokerFace 74.000 £, womit er seine Radsportlaufbahn finanzieren konnte.
Im selben Jahr errang Lynch im Einzelzeitfahren bei den UCI-Paracycling-Straßenweltmeisterschaften seine erste Goldmedaille, im Jahr darauf wurde er Weltmeister in der Einerverfolgung. Er startete bei den Sommer-Paralympics 2012 und belegte Platz vier in der Einerverfolgung auf der Bahn sowie im Zeitfahren auf der Straße. Bei den Sommer-Paralympics 2016 holte er sich die Silbermedaille im Einzelzeitfahren.
Am 1. Oktober 2016 stellte Colin Lynch den ersten Stundenweltrekord in der Geschichte des Paracycling auf. Im Manchester Velodrome absolvierte er in einer Stunde 41,133 Kilometer. Schon im Jahr zuvor hatte er einen Rekordversuch gemacht, der aber an einem Raddefekt gescheitert war. Im Jahr darauf wurde er gemeinsam mit Sarah Storey in die Athletenkommission der Paracycler des Weltradsportverbandes UCI gewählt.
Bei den UCI-Paracycling-Straßenweltmeisterschaften 2018 im italienischen Maniago konnte Lynch seine selbstgesteckten seine Ziele nicht erreichten (19. im Straßenrennen, 12. im Einzelzeitfahren). Er trennte sich von Team und Trainer, ohne sich zu verabschieden. In der Folge brachen seine latent vorhandenen Depressionen aus, die er auf schwierige Familienverhältnisse in seiner Kindheit und seine Amputation zurückführt, und er war suizidgefährdet. Im März 2019 verkündete er seinen Rücktritt vom Leistungsradsport, da sich seine Gesundheit verschlechtert habe.

## Diverses
Im Herbst 2021 wurde Colin Lynch neben der Deutschen Denise Schindler für vier Jahre in die Athletenkommission des Weltradsportverbandes UCI als Vertreter für den Bereich Paracycling gewählt.

## Erfolge
2011
- Weltmeister – Einzelzeitfahren

2012
- Weltmeister – Einerverfolgung

2013
- Weltmeisterschaft – Einzelzeitfahren

2014
- Weltmeisterschaft – Einerverfolgung

2016
- Paralympics – Einzelzeitfahren
- Weltmeisterschaft – Einerverfolgung